# Jason Gray-Stanford
Jason Kippy Gray-Stanford (19 de mayo de 1970) es un actor de televisión.
Es conocido por interpretar al desventurado teniente Randy Disher en la serie de televisión Monk, desde que comenzó la serie en 2002, hasta que finalizó en 2008; también es conocido por los fanes de anime como la voz de Kento Rei Faun en Ronin Warriors y la voz original en inglés de Raditz y Cui dub en el Grupo Océano de Dragonball Z, así como la voz de Shinnosuke en el doblaje en inglés de Ranma 1 / 2 y la voz de Joe Higashi en la OVA de Fatal Fury y The Motion Picture. También apareció en un episodio de Stargate SG-1.
Interpretó al teniente/capitán Howard Bowen, en la serie Abducidos, creada por Steven Spielberg, en el año 2002.